# Blaesoxipha torreya
Blaesoxipha torreya är en tvåvingeart som beskrevs av Thomas Pape 1994. Blaesoxipha torreya ingår i släktet Blaesoxipha och familjen köttflugor.
Artens utbredningsområde är Florida. Inga underarter finns listade i Catalogue of Life.